# Канадська служба безпеки й розвідки
Кана́дська слу́жба безпе́ки й ро́звідки (англ. Canadian Security Intelligence Service; фр. Service canadien du renseignement de sécurité) — головна спецслужба Канади. Займається збором та аналізом інформації стосовно національної безпеки країни, бере участь у контррозвідувальних заходах, розвідувальних операціях в Канаді і за кордоном. Спецслужба в країні і за кордоном відома під абревіатурою Сі́сіс (англ. CSIS).

## Історія заснування
Перша секретна служба Канади була створена ще в 1864 р. за рішенням першого прем'єр-міністра країни сера Джона Макдональда заснувати Західну пограничну поліцію (англ. Western Frontier Constabulary). Цей підрозділ займався патрулюванням та доглядом за кордонами Канади зі США. У 1968 р. підрозділ було реорганізовано в більшу Поліцію канадського домініону, яка крім прикордонних функцій попередньої організації ще займалась і охороною громадських споруд. На початок Першої світової війни служба нараховувала 140 працівників.
У 1920 р. Поліцію канадського домініону об'єднали з Південно-західною кінною поліцією і створили сучасну Королівську кінну поліцію (англ. Royal Canadian Mounted Police, RCMP). Ця структура виконувала функції федеральної поліції на всій території країни, займалась збором розвідувальної інформації та контррозвідкою. Для виконання цих функцій існувало всього декілька працівників у складі поліції, які корегували та направляли діяльність служби в потрібному напрямку. З початком Холодної війни та протистоянням з СРСР збільшилися вимоги для секретної служби — таким чином, у 1950 р. був створений особливий підрозділ федеральної поліції, а в 1970 р. Секретна служба Королівської канадської кінної поліції. Ця служба, крім контршпигунської діяльності, займалася збором інформації про організації, які представляли загрозу всередині країни. Так, у 1970-х роках спецслужби займалися шпигунством за сепаратистським Фронтом визволення Квебеку і їх звинувачували в деяких протиправних діях.
У відповідь на критику, парламентом була створена спеціальна слідча комісія — т. зв. Комісія Макдональда, яка у своєму висновку запропонувала створити окрему розвідувальну структуру. У парламент був внесений законопроєкт стосовно спецслужби під номером Сі-157, який у 1983 р. не набрав більшості. З урахуванням нових рекомендацій у січні 1984 р. був направлений новий законопроєкт Сі-9, який був ухвалений обидвома палатами парламенту. Таким чином, згідно з цим законом 21 червня 1984 р. була заснована нова секретна служба — Канадська служба безпеки й розвідки. Разом з нею був заснований Парламентський комітет з безпеки й розвідки, який передбачав громадський контроль над діяльністю спецслужби.

## Діяльність

### Напрямки діяльності
Згідно з чинним законодавством служба займається питаннями національної безпеки, що включає в себе розвідувальні та контррозвідувальні розслідування в середині країни і зовні. Агентство також займається оцінкою безпеки державних установ, проводить перевірку державних працівників і за виключенням міністерства оборони та поліції видає власні свідоцтва безпеки. Законодавством не обмежене місце і специфіка збирання інформації. «Сісіс» — не військова чи правоохоронна організація і подібно до інших розвідок світу, таких як ЦРУ та Мі-5 займається виключно збором та аналізом інформації. Останнім часом, до основних задач служби добавилася боротьба з тероризмом. За даними деяких джерел, близькість Канади до США та відкритість канадського суспільства зробили країну привабливою для діяльності деяких терористичних організацій. Хоча в самій країні терористичних актів не було, у США були затримані вихідці з Канади, які планували терористичні акти в сусідній країні.
Під час Холодної війни канадська спецслужба займалася контррозвідувальною роботою спрямованою здебільшого проти радянських агентів у країні, а також збором інформації про діяльність радянських спецслужб. Так ще у 1956 р. разом із британськими спецслужбами в новозбудоване посольство СРСР в Оттаві був вживлений жучок, який прослуховував діяльність працівників посольства упродовж 6 років. Також велася боротьба з іноземними агентами в середині служби, які за словами Олега Калугіна існувала ще з радянських часів.

### Співпраця з іншими спецслужбами
Служба тісно співпрацює з іншими спецслужбами, особливо з країн Британської співдружності — з Великою Британією та Австралією. Як член НАТО Канада також співпрацює в галузі розвідки із іншими спецслужбами, такими як ЦРУ, Моссад та іншими. Попри це, були випадки, коли споріднені спецслужби працювали проти Канади. Так у 1997 р. працівники ізраїльської розвідки були затримані з фальшивими канадськими паспортами, а у 2004 Канада звинуватила США і Ізраїль у спробі викрасти файли з комп'ютерної мережі служби.